# サン・ヴィート・スッロ・イオーニオ
サン・ヴィート・スッロ・イオーニオ（イタリア語: San Vito sullo Ionio）は、イタリア共和国カラブリア州カタンザーロ県にある、人口約1,800人の基礎自治体（コムーネ）。

## 地理

### 位置・広がり

#### 隣接コムーネ
隣接するコムーネは以下の通り。括弧内のVVはヴィボ・ヴァレンツィア県所属を示す。
- カピストラーノ (VV)
- チェナーディ
- キアラヴァッレ・チェントラーレ
- モンテロッソ・カーラブロ(VV)
- オリヴァーディ
- ペトリッツィ
- ポリーア (VV)

## 行政

### 分離集落
サン・ヴィート・スッロ・イオーニオには、以下の分離集落（フラツィオーネ）がある。
- Aria Melia, Cerrifita, Fegotto, Iannuzzo, Minà, Foresta, Paccusa, Pietrascritta, Postaglianadi